# پنیر رنده‌شده

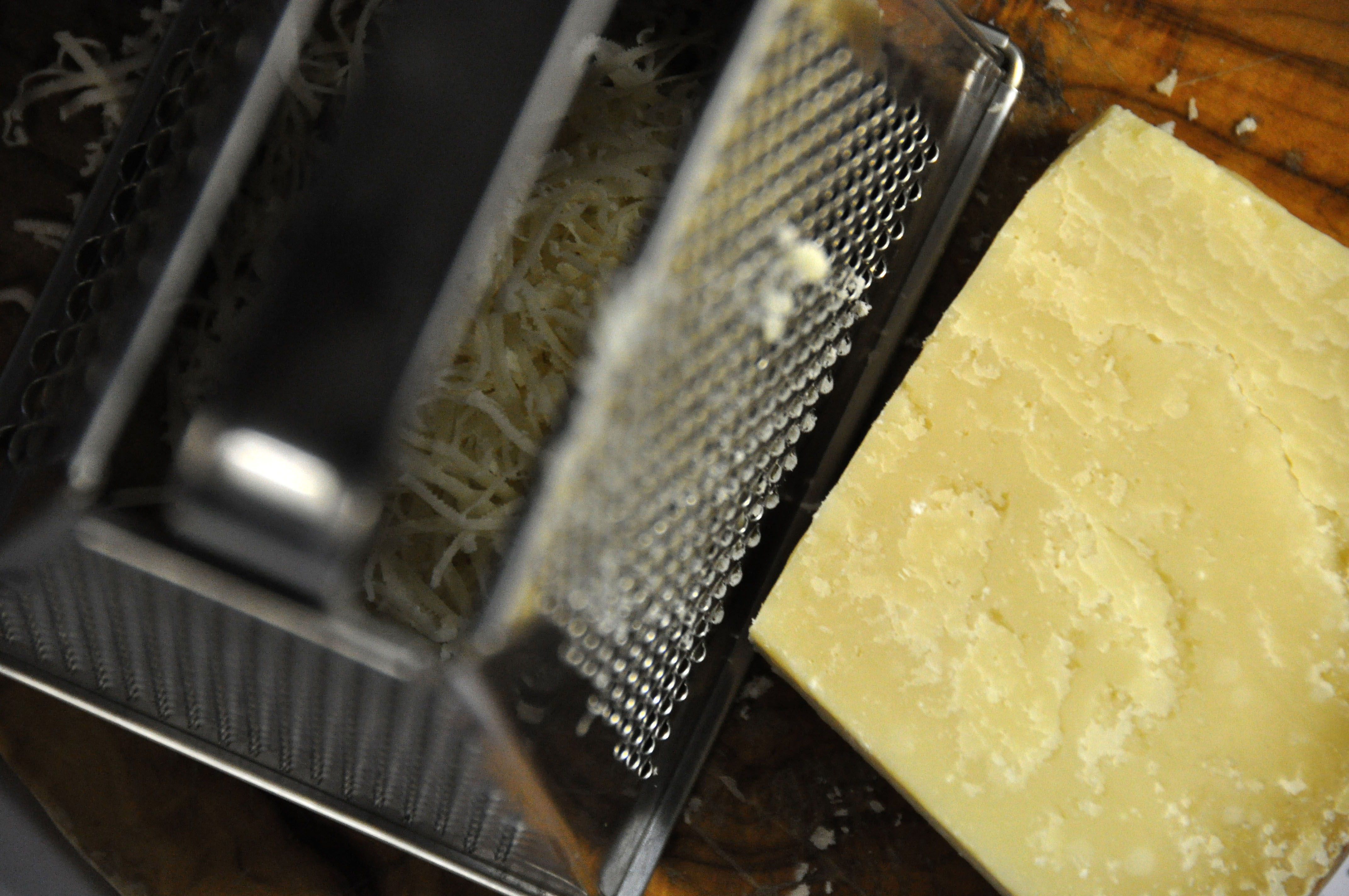
پنیر پارمزان در حال رنده‌شده

پنیر رنده‌شده پنیری است که رنده‌شده باشد. معمولاً از پنیرهای سفت کهنه استفاده می شود. پنیر را می‌توان با دست رنده کرد و یا می‌توان آن را از قبل رنده‌شده، خریداری کرد. پنیرهای رنده‌شده تجاری اغلب ترکیبی از پنیرها هستند.
پنیر رنده‌شده درشت‌تر است و طبخ آن متفاوت است.
انواع محبوب پنیر رنده‌شده:
- پنیر چشایر
- پنیر پارمیجانو
- رگیانیتو
- لستر قرمز
- پنیر چدار
- پنیر ادامر